# Agaricostilbomycetes
Die Agaricostilbomycetes sind eine Klasse der Ständerpilze (Basidiomycota).

## Merkmale und Lebensweise
In der Zellwand ist Fucose als Bestandteil enthalten. Die Septalporen sind nicht mit Microbodys assoziiert. Die Basidiosporen sind während der Keimung nicht septiert.
Die meisten Vertreter sind Teleomorphen, alle sind dimorphisch, bilden also Hyphen- und Hefe-Stadien. Alle sexuellen Arten bilden Phragmobasidien.
In der Klasse gibt es keine Pflanzenparasiten, die ansonsten in der Unterabteilung weit verbreitet sind. Einige Vertreter sind Parasiten auf Pilzen, sie bilden tremelloide Haustorien-Zellen aus, wie sie ansonsten vor allem bei den Tremellales vorkommen. Hier besitzen sie allerdings zwei Zellkerne, bei den Tremellales einen.
Agaricostilbum pulcherrimum verfügt über ein bei den Pucciniomycotina einmaliges Merkmal: die Spindelpolkörper (SPBs, entsprechen funktionell dem Centrosom) werden in der Prophase I der Meiose nucleoplasmatisch getrennt, nicht cytoplasmatisch: Die SPBs mit den sich verlängernden Mittelstücken gelangen durch die aufreißende Kernhülle in das Nukleoplasma. Bei Agaricostilbum erfolgt die Kernteilung in der Mutterzelle, nicht in der knospenden Zelle.

## Systematik
Die Agaricostilbomycetes sind das Schwestertaxon der Mixiomycetes.
Die Agaricostilbomycetes umfassen zwei Ordnungen mit folgenden Familien und den meisten Gattungen:
- Agaricostilbales
  - Agaricostilbaceae: die Basidiosporen werden in hefe-ähnlicher Weise gebildet.
    - Agaricostilbum: häufig auf toten Palmen.
    - Bensingtonia (zum Teil)
    - Sterigmatomyces (Anamorphen)

  - Chionosphaeraceae: die Basidien sind gasteroid, die Basidiosporen werden pro Basidie simultan gebildet.
    - Chionosphaera: möglicherweise Pilzparasiten
    - Kurtzmanomyces (Anamorphen)
    - Mycogloea (zum Teil):
    - Stilbum

  - Kondoaceae
    - Bensingtonia (zum Teil)
    - Kondoa
- Spiculogloeales
  - Mycogloea (zum Teil)
  - Spiculogloea: Pilzparasiten, die intrahymenial wachsen.
  - Sporobolomyces (zum Teil, Anamorphen)

Die beiden Ordnungen wie auch die Klasse sind in der hier zitierten Umschreibung monophyletische Taxa.